# 590
590 (DXC na numeração romana) foi um ano comum do século VI, do Calendário Juliano, da Era de Cristo, a sua letra dominical foi A (52 semanas), teve início a um domingo e terminou também a um domingo.
| ano completo                    |
| ------------------------------- |
| Ano comum com início ao domingo |

## Eventos
- 3 de Setembro - O Papa Gregório I, o Grande, assume a liderança da Igreja Católica. Morre em 12 de Março de 604.

## Nascimentos
- Nasce o futuro Papa Martinho I

- Jajang Yulsa, monge budista (m. 658).